# Symon Petljura
Symon Vasyl'ovyč Petljura (in ucraino Симон Васильович Петлюра?; Poltava, 10 maggio 1879 – Parigi, 25 maggio 1926) è stato un politico e generale ucraino.
Fu un pubblicista, scrittore, giornalista, politico e uomo di stato che guidò la battaglia dell'Ucraina per l'indipendenza dopo la Rivoluzione russa del 1917. Durante il periodo di indipendenza dalla Russia, Petljura fu a capo della Repubblica Popolare Ucraina.

## Biografia

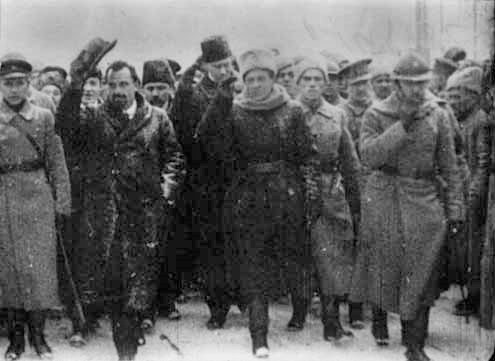
Symon Petliura al centro della foto e Volodymyr Vynnyčenko alla sua destra

Petljura nacque il 10 maggio 1879 nei pressi di Poltava in Ucraina, figlio di Vasyl' Petljura e Ol'ha Marčenko, cittadini ma di estrazione cosacca. I cosacchi, contrapposti ai contadini, potevano godere di certi privilegi di nascita riguardanti il possesso di terre, le tasse e l'istruzione nell'Impero russo, del quale l'Ucraina era allora parte. Petljura conseguì la prima istruzione in scuole parrocchiali per poi decidere di diventare prete ortodosso.
Nel 1898, mentre frequentava il seminario ortodosso russo a Poltava, si unì al Partito rivoluzionario ucraino (RUP). Quando questo fu scoperto nel 1901, fu espulso dal seminario. Nel 1902, sotto minaccia di arresto, si trasferì a Ekaterinodar (l'attuale Krasnodar), nel Kuban' dove lavorò due anni come insegnante e in seguito negli archivi dei Cosacchi del Kuban' dove collaborò alla sistemazione di oltre 200 000 documenti. Nel dicembre del 1903 fu arrestato per aver organizzato un ramo della RUP a Ekaterinodar e per la pubblicazione di feroci articoli anti-zaristi nella stampa ucraina al di fuori dell'Impero russo. Fu rilasciato nel marzo del 1904, si trasferì per un breve periodo a Kiev e poi emigrò nella città dell'Ucraina occidentale di Leopoli, allora sotto l'Impero austro-ungarico.
A Leopoli, Petljura visse sotto il nome di Svjatoslav Targon, collaborando con Ivan Franko e Volodymyr Hnatjuk, pubblicò e lavorò come editore per la rivista “Literaturno-Naukovy Zbirnyk”, per la società scientifica Ševčenko e per il giornale Vojla.
Alla fine del 1905, dopo la dichiarazione di amnistia, Petljura ritornò per breve tempo a Kiev ma subito andò nella capitale dell'Impero russo, Pietroburgo, per pubblicare il mensile social-democratico Vil'na Ukrajina ("Ucraina Libera"). Dopo che la censura russa chiuse questo giornale nel luglio 1905, ritornò a Kiev dove lavorò per il giornale Rada ("Consiglio"). Negli anni 1907-1909 divenne editore per la rivista letteraria Slovo ("Parola") e coeditore di Ukrajina.
A causa della chiusura di queste pubblicazioni da parte delle autorità dell'Impero russo, Petljura fu costretto, ancora una volta a spostarsi da Kiev a Mosca nel 1909, dove lavorò per breve tempo come contabile. Lì si sposò con Ol'ha Bils'ka (1885-1959) dalla quale ebbe una figlia, Lesia (1911-1942). Dal 1912 fu coeditore dell'influente rivista russa Ukrainskaja žizn’ ("Vita ucraina") fino al maggio del 1917.
Come editore di numerose riviste e giornali, Petljura pubblicò oltre 15.000 articoli critici, recensioni, storie e poesie sotto qualcosa come 120 diversi pseudonimi. Il suo prolifico lavoro sia in lingua russa che ucraina, aiutò lo sviluppo della forma mentis della popolazione ucraina negli anni che portarono alla Rivoluzione sia l'Ucraina orientale che occidentale. La sua attiva corrispondenza gli fu di grande beneficio quando scoppiò la Rivoluzione nel 1917, avendo egli contatti in tutta l'Ucraina.
La corrispondenza di Petljura con tutte le più note figure letterarie ucraine del tempo e i suoi molti articoli indirizzati all'auto-consapevolezza ucraina e allo sviluppo culturale, non erano disponibili durante il periodo sovietico e solo recentemente sono stati resi accessibili. In precedenza tutte le riviste che pubblicò e scrisse erano disponibili solo nella principale biblioteca di Mosca, negli scantinati ad accesso limitato. Attualmente nuovi documenti sono continuamente scoperti.
Nel 1917 fu fondata a Kiev la Loggia "Giovane Ucraina" e nell'aprile 1919 fu ristabilita la Gran Loggia d'Ucraina, della quale Petljura fu il Gran maestro.

## Salita al potere

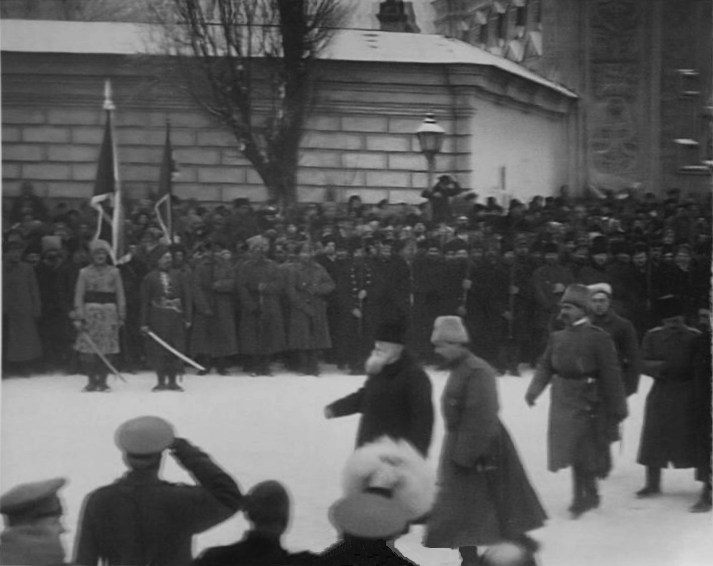
Il presidente della Rada, Myichajlo Hruševs'kyj, passa in rassegna le truppe dell'Esercito della Repubblica popolare ucraina

Petljura frequentò il primo Congresso dell'Esercito ucraino tenutosi a Kiev nel maggio 1917, dove fu eletto capo del Congresso generale dell'esercito ucraino. Con la proclamazione del Consiglio centrale ucraino il 28 giugno 1917, Petljura divenne il primo segretario militare. In disaccordo con la politica dell'allora capo del Segretariato generale Volodymyr Vynnyčenko, Petljura lasciò il governo e divenne capo del Hajdamac'kyj kiš della Sloboda Ukrayina, una formazione militare che nel gennaio-febbraio 1918 fu costretta a tornare indietro per proteggere Kiev durante la Rivolta dell'Arsenale di Kiev ed evitare la caduta della capitale nelle mani della Guardia rossa bolscevica.
Dopo il Putsch dell'Etmanato ucraino Petljura fu arrestato dall'amministrazione di Pavlo Skoropad'skyj e passò quattro mesi a Bila Cerkva.
Dopo il suo rilascio, Petljura partecipò al colpo di stato contro l'etmanato e divenne membro del Direttorio ucraino, come capo delle forze armate. Con la caduta di Kiev e l'emigrazione di Vynnyčenko dall'Ucraina, Petljura divenne il leader del Direttorio nel febbraio 1919. Con la sua capacità come capo dell'esercito e dello stato, continuò a combattere sia contro i Bianchi che contro i Rossi per i successivi dieci mesi.

## 1919

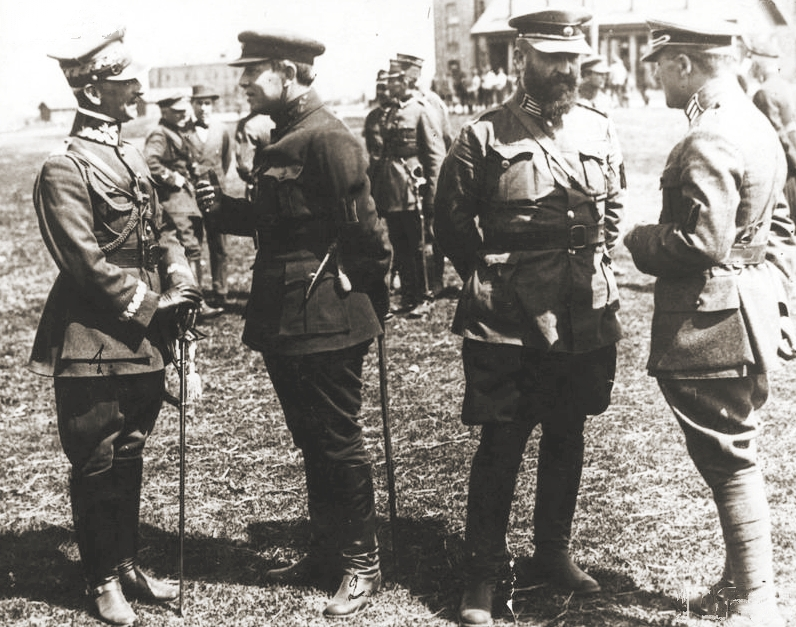
Assieme a ufficiali polacchi, durante la battaglia di Kiev (1920)

Con lo scoppio delle ostilità tra l'Ucraina e la Russia sovietica nel gennaio 1919, e con l'emigrazione di Vynnyčenko, Petljura divenne definitivamente la figura guida nel Direttorio. Ma nel gennaio 1919, le truppe bolsceviche lo cacciarono da Kiev conquistata appena un mese prima. Pur in un così breve arco di tempo i 'kuren' cosacchi agli ordini di Petljura terrorizzarono la popolazione con migliaia di uccisioni, con violenze e rapine che colpirono in particolare gli ebrei, gli ex ufficiali zaristi e gli studenti. Durante il corso dell'anno continuò a difendere la sedicente Repubblica popolare dalle incursioni dei Bolscevichi, dai Bianchi di Anton Denikin e dai Romeni. Nell'autunno del 1919 la maggior parte delle forze di Denikin furono sconfitte dai guerriglieri guidati dall'anarchico Nestor Machno ma, nel frattempo, la Guardia rossa era cresciuta fino a diventare la forza dominante anche in Ucraina.

## 1920

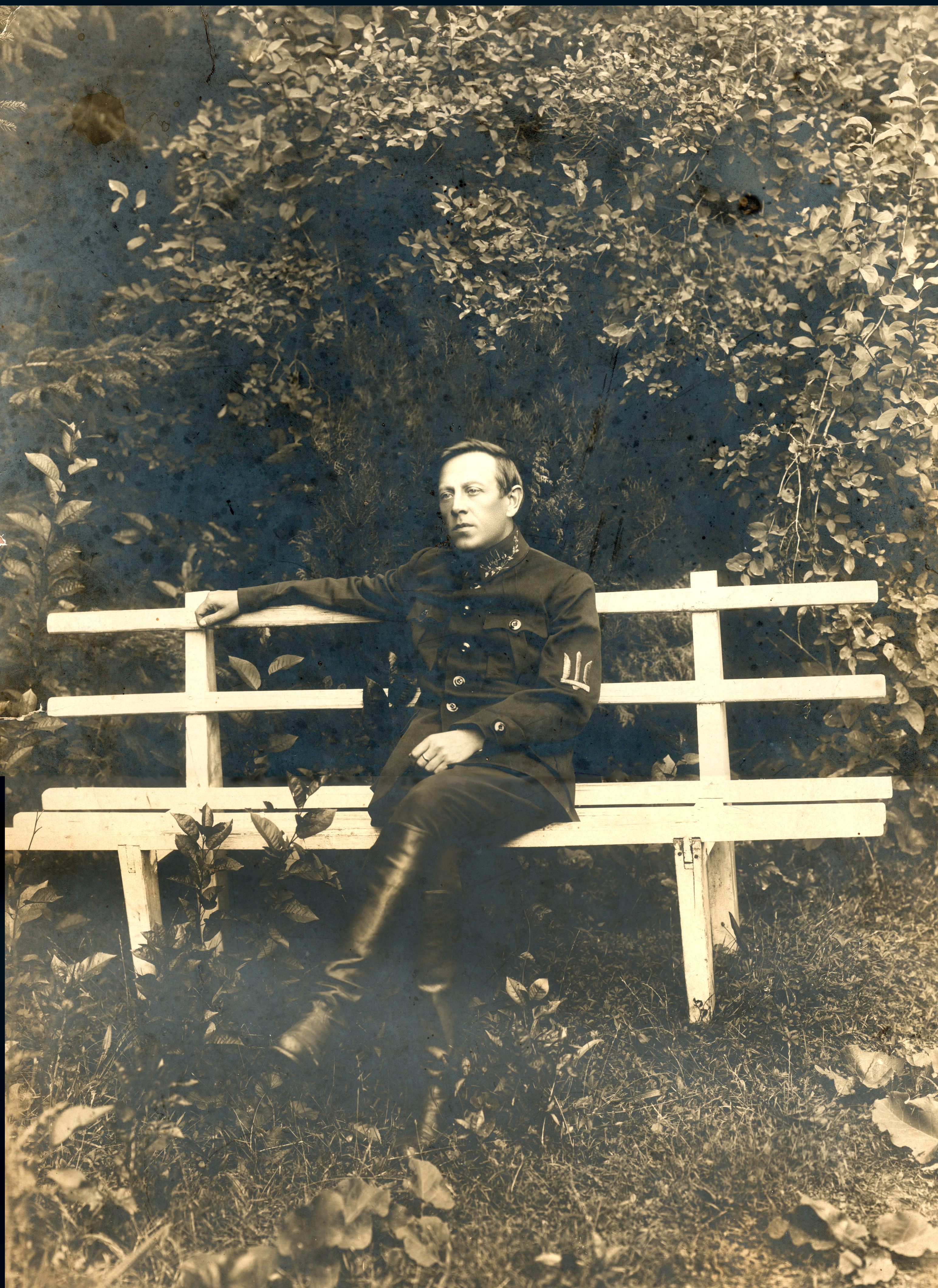
Symon Petliura a Kam"janec'-Podil's'kyj nel 1919

Petljura si ritirò nel dicembre 1919 in Polonia, nazione che in precedenza l'aveva riconosciuto come capo della Repubblica popolare ucraina. Nell'aprile del 1920, in tale veste, firmò a Varsavia un'alleanza con il governo polacco, concordando sul confine del fiume Zbruč e riconoscendo il diritto della Polonia sulla Galizia, in cambio di aiuto militare nel rovesciamento del regime bolscevico. Le forze polacche, accresciute dalle rimanenti truppe di Petljura (due divisioni), attaccarono Kiev nel luglio 1920 in ciò che divenne un punto di svolta nella guerra polacco-sovietica del 1919-21. Dopo gli iniziali successi, le forze di Józef Piłsudski e Petljura furono respinte verso la Vistola e la capitale polacca, Varsavia. L'esercito polacco riuscì a fermare quello bolscevico alle porte di Varsavia, ma la Polonia dovette rinunciare a qualsiasi mira su Minsk e Kiev. Dopo la firma della "Pace di Riga" fra Polonia e Russia nell'ottobre del 1921, le truppe di Petljura, abbandonate dall'alleato polacco, vennero attaccate dall'Armata Rossa sul fiume Zbruč, e ricacciate in territorio controllato dai polacchi, dove vennero internate. Petljura continuò a dirigere il governo ucraino in esilio dalla città di Tarnów e, quando l'Unione sovietica ne richiese l'estradizione alla Polonia, i polacchi ne inscenarono la scomparsa trasferendolo con un sotterfugio da Tarnów a Varsavia.
La Russia bolscevica richiese costantemente il rilascio di Petljura. Protetto da diversi amici polacchi e colleghi, tra i quali Józewski, con la costituzione dell'URSS nel dicembre 1922, Petljura lasciò la Polonia per Budapest, poi Vienna, Ginevra per poi fermarsi a Parigi agli inizi del 1924. Qui fondò e pubblicò la rivista ucraina Tryzub ("Tridente").
Durante il periodo di guida del Direttorio, Petljura supportò attivamente la cultura ucraina sia in Ucraina che all'estero. Petljura introdusse il premio “Artista ucraino del popolo” agli artisti che avrebbero introdotto significativi contributi alla cultura ucraina. Inoltre vide il vantaggio nell'ottenimento di appoggio internazionale e il riconoscimento delle arti ucraine attraverso scambi culturali. Appoggiò il lavoro di leader culturali come il coreografo Vasyl' Avramenko, del conduttore Oleksander Košec, il suonatore di bandura Vasyl' Jemec, permettendo loro di viaggiare in tutto il mondo per promuovere una consapevolezza della cultura ucraina. Koše creò il Coro della Repubblica Ucraina e lo portò in un tour internazionale, dando concerti in Europa e nelle Americhe. Uno dei concerti ispirò George Gershwin in Summertime basata sulla ninna-nanna “Oi Khodyt Son Kolo Vikon” (“Il sogno passa presso le finestre”). Tutti e tre queste musicisti in seguito emigrarono negli USA.

## Ruolo nei pogrom

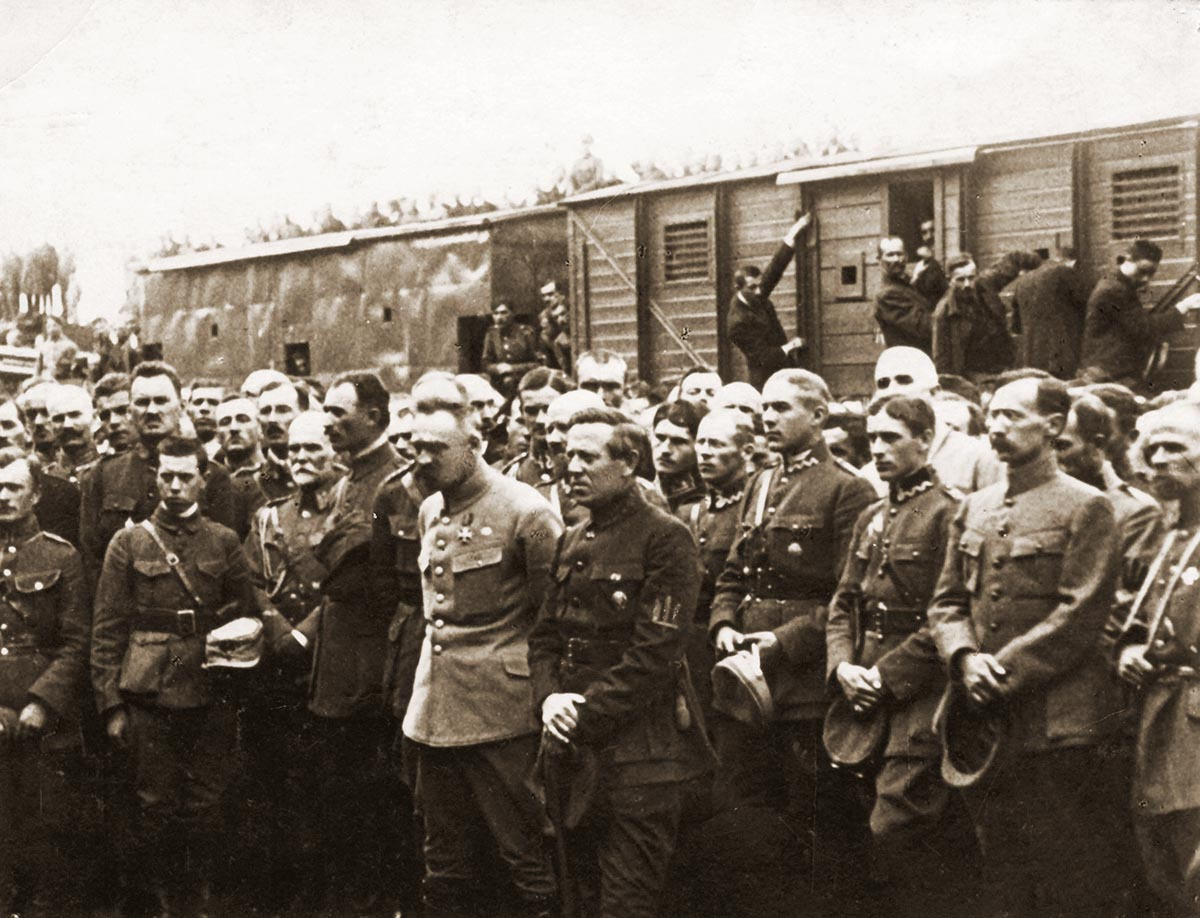
Symon Petljura e Józef Piłsudski assieme a loro ufficiali a Ivano-Frankivsk nel settembre del 1920

I pogrom anti-semiti accompagnarono la Rivoluzione del 1917 e continuarono durante la Guerra civile russa. Durante il mandato di Petljura, i pogrom continuarono a essere perpetrati nel territorio ucraino e il numero di ebrei uccisi si aggira tra 35 000 e 50 000.
Il dibattito sul ruolo di Petljura nei pogrom è stato un argomento di disputa dal suo assassinio e dal processo contro Schwartzbard. A ogni modo, la maggior parte dei pogrom avvenuti sul territorio ucraino in quel periodo furono opera dell'Armata Bianca. Nel 1969 la rivista Studi Ebraici pubblicò due opposte visioni degli studiosi Taras Hunczak e Zosa Szjakovski, che sono ancora frequentemente citati.
Alcuni storici ritengono che Petljura, come capo del governo, non fece abbastanza per fermare i pogrom. Se è vero, questo fu utilizzato come mezzo per rafforzare la base di consenso presso soldati, comandanti e popolazione contadina in generale, attingendo ai diffusi sentimenti anti-semiti. Altri suggeriscono che molte delle atrocità furono commesse dalle forze sotto il diretto controllo del Direttorio e leali a Petljura.
Gli storici hanno sottolineato che Petljura non dimostrò mai un personale sentimento di anti-semitismo e questo è documentato dal fatto che cercò di fermare la violenza anti-ebraica in numerose occasioni, introducendo la pena capitale per il crimine di pogrom. Hunczak scrive che “condannare Petljura per la tragedia che toccò tutti gli Ebrei ucraini è condannare un uomo innocente e inquinare le relazioni ucraino-ebraiche”.
Tuttavia, Peter Kenez afferma che Petljura non fece abbastanza per evitare i pogrom antisemiti e che le sue ingiunzioni contro gli "eccessi" di violenza furono destinate per il pubblico straniero.

## Assassinio
Il 25 maggio 1926, mentre passeggiava per rue Racine a Parigi, Petljura fu avvicinato dall'anarchico trentanovenne Sholom Schwartzbard che gli chiese, in ucraino, “È lei il signor Petljura?”. Petljura sollevò il suo bastone da passeggio mentre Schwartzbard estrasse una pistola, sparandogli in totale sette volte, di cui due mentre giaceva a terra. Quando la polizia arrivò per arrestarlo, egli disse in modo calmo “Ho ucciso un grande assassino”.
Schwartzbard era, come già detto, un militante anarchico ebreo ucraino. Aveva preso parte all'auto-difesa ebraica a Balta, per la quale il governo zarista lo aveva condannato a tre mesi di carcere per “aver provocato” il pogrom di Balta e fu condannato due volte per aver preso parte a una rapina in banca nell'Impero austro-ungarico. In seguito era entrato nella legione straniera francese ed era stato ferito nella battaglia della Somme. Si dice che Schwartzbard rivelò al suo celebre compagno anarchico Nestor Machno di essere malato terminale e che avrebbe fatto morire Petljura assieme a lui.
I servizi segreti francesi lo tenevano d'occhio dal momento in cui giunse nella capitale francese e avevano notato le sue relazioni con i Bolscevichi. Durante il processo, anche i servizi speciali tedeschi informarono le loro controparti francesi che Schwartzbard aveva ucciso Petljura su ordine di Galip, un emissario dell'Unione dei cittadini ucraini. Aveva ricevuto ordini dall'ambasciatore sovietico in Francia, Christian Rakovskij.
I genitori di Schwartzbard erano tra i quindici membri della sua famiglia assassinati nel pogrom di Odessa. Il nucleo della difesa processuale di Schwartzbard era il proposito di vendicare le morti ebraiche durante i pogrom, mentre l'accusa, sia penale sia civile, provò a dimostrare che Petljura non era responsabile dei pogrom e che Schwartzbard era un agente sovietico.
Entrambe le parti portarono molte testimonianze, tra cui diversi storici. Una notevole testimone per la difesa fu Haia Greenberg, che era sopravvissuta ai pogrom di Proskurov e riportò testimonianze sul massacro. Alcuni ex ufficiali ucraini testimoniarono per l'accusa. Dopo un processo durato otto giorni, Schwartzbard fu assolto. 
Petljura giace insieme alla moglie e alla figlia nel cimitero di Montparnasse a Parigi, in Francia.

## Letteratura
Il ricordo dei pogrom scatenati dalle truppe di Petljura e la sua uccisione sono uno dei temi centrali del romanzo Addio Volodia di Simone Signoret.